# John Mitchell (ishockeyspelare)
John Mitchell, född 22 januari 1985, är en kanadensisk före detta professionell ishockeyspelare (center) som spelade i NHL för lagen Toronto Maple Leafs, New York Rangers och Colorado Avalanche. Han draftades i femte rundan som 158:e spelare totalt av Toronto Maple Leafs i NHL Entry Draft 2003.

## Spelarkarriär
Mitchell växte upp i Waterloo, Ontario, och började spela hockey för Waterloo Wolves i Pavilion League. Under säsongen 2000-01, ledde Mitchell hans Waterloo Wolves Bantams och valdes i den första rundan (19:e totalt) i 2001 OHL Priority Selection från Plymouth Whalers.
Mitchell valdes i den första rundan, 19:e totalt, av 2001 OHL Priority Selection Draft av Plymouth Whalers. Han blev kapten för Whalers i hans sista säsong med laget.
Han draftades av Toronto Maple Leafs och spelade för farmarlaget åt Maple Leafs Toronto Marlies i AHL för tre säsonger. Han spelade hela säsongen 2008-09 med Toronto i NHL. Den 1 november 2008 gjorde han sina första två karriärmål mot New York Rangers i en 5-2-seger. Han blev också vald som matchens första stjärna.
Den 28 februari 2011 blev Mitchell trejdad från Toronto Maple Leafs till New York Rangers i utbyte mot ett sjunde val i draften 2012. Efter att ha startat säsongen 2011-12 med Rangers farmarlag Connecticut Whale i 17 matcher så tillbringade Mitchell restan av säsongen i Rangers. 25 november 2011 gjorde han sin första poäng för Rangers när laget besegrade Capitals.
1 juli 2012 tecknade Mitchell en tvåårskontrakt som free-agent med Colorado Avalanche.
Mitchell meddelade den 1 maj 2019 att han avslutar sin karriär. De två sista säsongerna spenderade han i Deutsche Eishockey Liga (DEL) i lagen Thomas Sabo Ice Tigers samt EHC München.

## Statistik

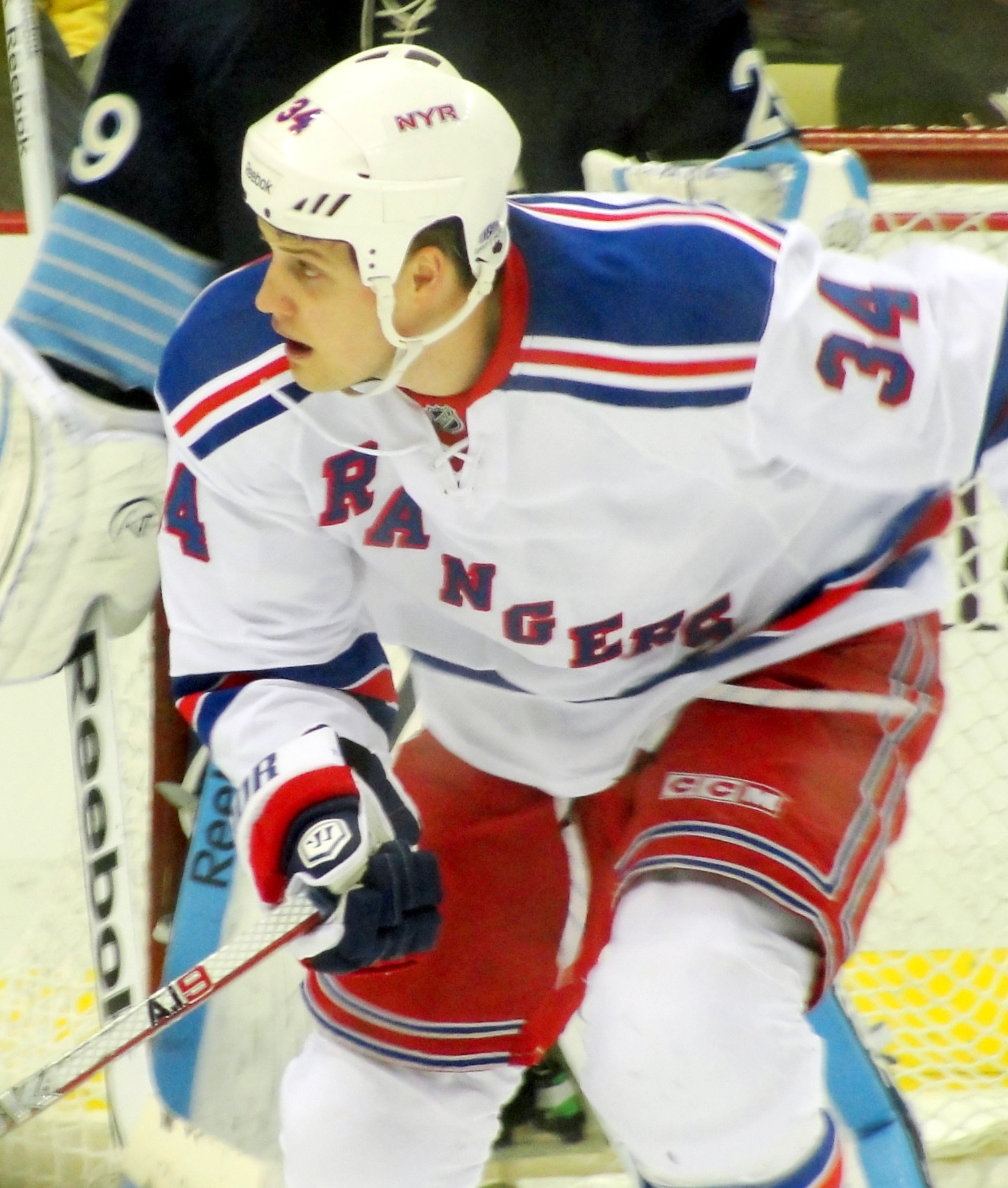
Mitchell i Rangers 2012.

### Klubbkarriär
| 2000–01    | Waterloo Wolves        | MHAO       | 42  | 38 | 34  | 72  | 26  | —  | — | —  | —  | —  |
| 2001–02    | Plymouth Whalers       | OHL        | 62  | 9  | 9   | 18  | 23  | 6  | 1 | 0  | 1  | 4  |
| 2002–03    | Plymouth Whalers       | OHL        | 68  | 18 | 37  | 55  | 31  | 18 | 2 | 10 | 12 | 8  |
| 2003–04    | Plymouth Whalers       | OHL        | 65  | 28 | 54  | 82  | 45  | 9  | 6 | 6  | 12 | 6  |
| 2004–05    | Plymouth Whalers       | OHL        | 63  | 25 | 50  | 75  | 59  | 4  | 1 | 1  | 2  | 0  |
| 2004–05    | St. John's Maple Leafs | AHL        | 2   | 0  | 0   | 0   | 0   | —  | — | —  | —  | —  |
| 2005–06    | Toronto Marlies        | AHL        | 51  | 5  | 12  | 17  | 22  | 2  | 0 | 0  | 0  | 0  |
| 2006–07    | Toronto Marlies        | AHL        | 73  | 16 | 20  | 36  | 46  | —  | — | —  | —  | —  |
| 2007–08    | Toronto Marlies        | AHL        | 79  | 20 | 31  | 51  | 56  | 19 | 8 | 4  | 12 | 12 |
| 2008–09    | Toronto Maple Leafs    | NHL        | 76  | 12 | 17  | 29  | 33  | —  | — | —  | —  | —  |
| 2009–10    | Toronto Maple Leafs    | NHL        | 60  | 6  | 17  | 23  | 31  | —  | — | —  | —  | —  |
| 2010–11    | Toronto Maple Leafs    | NHL        | 23  | 2  | 1   | 3   | 12  | —  | — | —  | —  | —  |
| 2010–11    | Toronto Marlies        | AHL        | 10  | 1  | 4   | 5   | 2   | —  | — | —  | —  | —  |
| 2010–11    | Connecticut Whale      | AHL        | 14  | 7  | 5   | 12  | 10  | 6  | 3 | 3  | 6  | 0  |
| 2011–12    | Connecticut Whale      | AHL        | 17  | 7  | 7   | 14  | 20  | —  | — | —  | —  | —  |
| 2011–12    | New York Rangers       | NHL        | 63  | 5  | 11  | 16  | 8   | 18 | 0 | 1  | 1  | 2  |
| 2012–13    | Colorado Avalanche     | NHL        | 47  | 10 | 10  | 20  | 18  | —  | — | —  | —  | —  |
| 2013–14    | Colorado Avalanche     | NHL        | 75  | 11 | 21  | 32  | 36  | —  | — | —  | —  | —  |
| 2014–15    | Colorado Avalanche     | NHL        | 68  | 11 | 15  | 26  | 32  | —  | — | —  | —  | —  |
| 2015–16    | Colorado Avalanche     | NHL        | 71  | 10 | 11  | 21  | 52  | —  | — | —  | —  | —  |
| 2016–17    | Colorado Avalanche     | NHL        | 64  | 3  | 4   | 7   | 45  | —  | — | —  | —  | —  |
| 2017–18    | Cleveland Monsters     | AHL        | 3   | 1  | 1   | 2   | 0   | —  | — | —  | —  | —  |
| 2017–18    | Thomas Sabo Ice Tigers | DEL        | 37  | 12 | 20  | 32  | 42  | 12 | 5 | 6  | 11 | 4  |
| 2018–19    | EHC München            | DEL        | 43  | 13 | 25  | 38  | 34  | 18 | 3 | 4  | 7  | 37 |
| NHL totalt | NHL totalt             | NHL totalt | 548 | 70 | 107 | 177 | 267 | 18 | 0 | 1  | 1  | 2  |